# Luca Grimaldi De Castro
Luca Grimaldi De Castro (Génova, 1530 - Génova, 1611) foi o 85.º Doge da República de Génova.

## Biografia
Grimaldi De Castro subiu ao estatuto de Doge com as eleições de 1 de março de 1605, o octogésimo quinto na história republicana. Durante a sua regência, ele tentou encontrar uma solução para os conflitos que ocorreram diretamente com a Santa Sé devido à demolição planeada de um mosteiro, um empreendimento necessário para a criação do novo eixo rodoviário entre a Basílica della Santissima Annunziata del Vastato e a porta de San Tomaso. Os anais também mencionam divergências entre o doge e o governador de Milão, Pedro Enríquez de Acevedo, pelos territórios de Sarzana e Lunigiana. Terminado o seu mandato no dia 2 de março de 1607, foi nomeado procurador perpétuo e continuou a servir a república em vários cargos até aos 81 anos. Grimaldi morreu em Génova em 1611.